# Dépoli
Ne doit pas être confondu avec Verre dépoli.
Le dépoli est un composant optique translucide utilisé dans deux sortes d’applications : placé devant une source de lumière, il permet d’uniformiser un éclairage (ou de transmettre une lumière en rendant sa source indistincte) ; placé dans le plan image d'un appareil d’optique, il sert à visualiser une image réelle projetée par un objectif. C’est cette seconde application qui est décrite ici.

## Principe

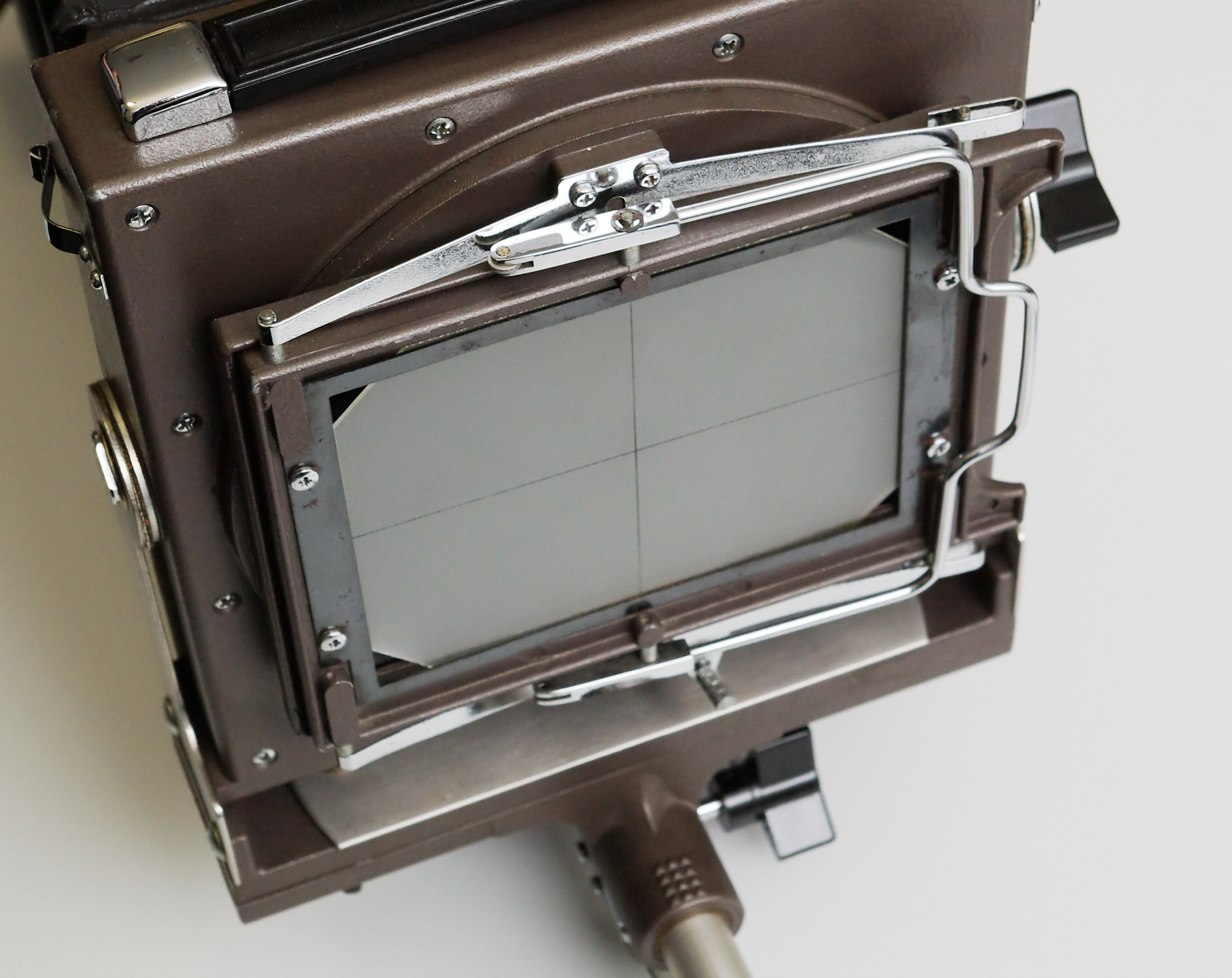
Dépoli d’une chambre photographique.

Il s’agit d’une plaque de verre dont l'une des faces est dépolie, c’est-à-dire parcourue de fines rugosités qui diffusent les rayons parvenant de l'objectif. Cette surface diffusante rend visible la totalité de l'image projetée sur celle-ci même si l'œil n'est pas dans le prolongement direct des rayons formant cette image. Un point de l'image ainsi produite n'est net que si les rayons se croisent précisément sur la surface dépolie. Si la convergence a lieu avant ou après, on observe une tache plus ou moins large qui est l'intersection du faisceau lumineux convergeant sur ce point avec la surface dépolie.
Un exemple de dépoli est l'écran translucide de certaines visionneuses de diapositives, de films ou de microfilms. Un autre exemple est, dans les chambres photographiques à châssis, la plaque de verre dépoli placée dans le plan image, qui se substitue à la plaque photographique pour permettre le cadrage et la mise au point, présentant une image inversée (en fait « tournée » de 180°).
La méthode du dépoli est à comparer à celle de l’écran de projection blanc. Le plan image est matérialisé dans les deux cas par la surface d'une plaque dont la fonction est de diffuser point par point vers l’observateur la lumière reçue de l’objectif. Dans l’un et l’autre cas, il y a lieu de minimiser la lumière ambiante ou parasite, diffusée au même titre que celle provenant de l’objectif (d’où, le rideau noir ou l’abat-jour des dépolis de visée et l'obscurité des salles de cinéma). Mais, tandis que sur l’écran blanc, l’image est vue grâce à des rayons diffusés vers l’arrière (comme par réflexion), sur un dépoli elle l’est grâce à des rayons diffusés vers l’avant (comme par transparence).

## Verres de visée
Le dépoli est utilisé en tant que verre de visée dans la plupart des viseurs reflex. Le plan image observé est alors distinct de celui occupé par la surface photosensible (pellicule ou capteur). Dans les reflex bi-objectifs, un deuxième objectif, couplé à l'objectif de prise de vue, envoie sur le dépoli une image pratiquement identique à celle qui est projetée sur la surface sensible (à la parallaxe près). Cette image est observable à l'œil nu ou à la loupe. Dans les caméras et appareils reflex mono-objectifs, le même objectif sert à la prise de vue et à la visée. Les deux plans images (surface sensible et dépoli) sont alors symétriques par rapport à un miroir escamotable ou semi-transparent.
Des lentilles de champ ou de Fresnel sont parfois adjointes au dépoli qui peut lui-même être la face plane d'une lentille plan-convexe. Le rôle de ces lentilles est, après la surface dépolie, de rediriger vers l'œil l'axe intense des pinceaux de rayons diffusés, augmentant ainsi la luminosité des bords de l'image perçue. 
Les dépolis de visée comportent souvent des repères de format et de cadrage tracés en surface. La partie centrale peut être polie (transparente) pour que le centre de l'image reste nettement visible quel que soit le réglage. Un jeu de prismes télémétriques (stigmomètre, microprismes) peut s’y insérer afin d’amplifier la sensibilité aux défauts de mise au point.